# Куче в чекмедже
„Куче в чекмедже“ е български игрален филм (детски, драма, семеен) от 1982 година на режисьора Димитър Петров, по сценарий на Рада Москова. Оператор е Атанас Тасев. Музиката във филма е композирана от Борис Карадимчев. Художник на постановката е Йорданка Пейчева. Филмът е сниман през 1981 г. в София.

## Сюжет
Малкият Митко – Миташки (в ролята Веселин Прахов) е дете на разведени родители, живее с майка си, вечно заета със служебни събрания, и по цял ден стои сам вкъщи. Мечтае само за едно нещо — да си има куче — истинско, не плюшена играчка.
Заедно с двама негови приятели, Андро (Мартин Стоянов) и Стефан (Емил Димитров) купуват от един крадец (Павел Поппандов) кучето Рошко за три лева и осемдесет стотинки и шест трамвайни билета. Тъй като Рошко е общо притежание, се редуват да го гледат и то така че родителите им да не разберат.
Най-привързан към кучето е Митко, той го храни и си играе с него, но кучето е закарано на село при баба му и дядо му. В големия град няма място, дори и само едно чекмедже, което да приюти най-добрия приятел на момчето.

## Състав

### Актьорски състав
| Роля                                            | Изпълнител                    |
| ----------------------------------------------- | ----------------------------- |
| Димитър, Митко, Миташки                         | Веселин Прахов                |
| Андро                                           | Мартин Стоянов                |
| Стефо                                           | Емил Димитров-син             |
|                                                 | Людмила Филипова              |
|                                                 | Евгения Генова                |
|                                                 | Александрина Пендачанска      |
|                                                 | Росица Стойчева               |
|                                                 | Ани Петрова                   |
| Бабата на Андро                                 | Народна артистка Ружа Делчева |
| Бащата на Стефо                                 | Живко Гарванов                |
| главен архитект Кирил Методиев, бащата на Митко | Стефан Илиев                  |
| Дядо Стойо, дядото на Митко                     | Заслужил артист Иван Янчев    |
| Крадецът на кучето                              | Павел Поппандов               |
| Майката на Андро                                | Анета Сотирова                |
|                                                 | Милка Янакиева                |
| съседката Давчева                               | Надя Тодорова                 |
| Нина, жената на шефа                            | Мария Каварджикова            |
|                                                 | Панайот Янев                  |
|                                                 | Любка Петрова                 |
| дядото на Матей                                 | Иван Гайдарджиев              |
|                                                 | Трифон Джонев                 |
|                                                 | Катя Аладжем                  |
|                                                 | Антон Маринов                 |
|                                                 | Любомир Ценев                 |
|                                                 | Сашо Бурмов (некредитиран)    |

### Творчески и технически екип
| Сценарий             | Рада Москова                                                                                             |
| Режисьор             | Димитър Петров                                                                                           |
| Оператор             | Атанас Тасев                                                                                             |
| Художник             | Йорданка Пейчева                                                                                         |
| Музика               | Борис Карадимчев                                                                                         |
| Редактор             | Вася Раева                                                                                               |
| Костюми              | Кирилка Добрева                                                                                          |
| Звукорежисьор        | Михаил Витанов                                                                                           |
| Монтаж               | Дора Георгиева                                                                                           |
| Втори режисьор       | Антон Маринов                                                                                            |
| Асистент-режисьори   | Екатерина Петрова Илия Костов Никола Николов                                                             |
| Втори оператор       | Иван Иванов                                                                                              |
| Асистент-оператори   | Димитър Лисичаров Мирчо Борисов Димитър Бонев                                                            |
| Асистент монтажистки | Искра Попова Елена Панова                                                                                |
| Тонтехник            | Николай Иванчев                                                                                          |
| Грим                 | Богдана Караянева                                                                                        |
| Фотограф             | Ивет Георгиева                                                                                           |
| Гардероб             | Фани Дадова                                                                                              |
| Реквизит             | Теодора Бистрикова Христо Петров                                                                         |
| Осветление           | Георги Михайлов                                                                                          |
| Кран                 | Георги Гогов                                                                                             |
| Организатори         | Миладин Иванов Юрий Петров Александър Цицелков                                                           |
| Директори            | Никола Велев Кирил Лапачки                                                                               |
| Distributed by       | БЪЛГАРСКА КИНЕМАТОГРАФИЯ Студия за игрални филми „БОЯНА“ Творчески колектив „МЛАДОСТ“ /Copyright © 1981/ |